# Arctia phantasma
Arctia phantasma là một loài bướm đêm thuộc phân họ Arctiinae, họ Erebidae.